# Perla negra
Perla Negra é uma telenovela argentina produzida e exibida pela Telefe, entre 5 de dezembro de 1994 e 8 de setembro de 1995.
Foi protagonizada por Andrea Del Boca e Gabriel Corrado e antagonizada por Millie Stegman e María Rosa Gallo.

## Sinopse
Uma senhora sofisticada abandona uma menina recém-nascida, na porta de um colégio e junto a ela deixa um valioso colar de 22 pérolas negras. 21 serão usadas para pagar por sua educação a cada ano, até que ela alcance a maioridade, e a última deverá ser entregue a ela, assim que sair do internato. Os anos passam e Pérola se torna uma bela jovem. Seus maiores tesouros são sua fantasia inesgotável e sua amizade com Eva, outra interna. Um dia, Eva conhece Thomas, um rapaz bonito. A menina se apaixona por ele e fica grávida. Após o parto, um terrível acidente acaba com sua vida. Perla se faz passar por ela para que o pequeno Charly não vá parar num orfanato. Além disso, ela quer se vingar de Thomas. Mas ocorre o que ela nunca imaginou: que se apaixona por ele.

## Elenco
- Andrea Del Boca... Perla Fonseca Gálvez / Eva Pacheco Huergo
- Gabriel Corrado... Tomás Álvarez Toledo
- María Rosa Gallo... Rosalía Sotomayor Vda. de Pacheco Huergo
- Millie Stegman ... Malvina Baggio
- Jorge D'Elia ... Fernando Álvarez Toledo
- Cecilia Maresca ... Renata Toledo De Iturbide
- Marcela Guerty.... Eva Pacheco Huergo
- Henry Zakka..... Dante Andrade Zamora
- Gino Renni .... Laureano Baggio
- Norberto Díaz ....  "Junior" Fernando Álvarez Toledo Jr.
- María Pía Galeano .... Lucila Álvarez Toledo
- Eduardo Sapac .... Agustín Larreta
- Viviana Saéz.... Ana María
- José María López....Zacarías
- Regina Lamm .... Miss Helen Clinton / Nelida Helena Montefiori Marquez
- Patricia Castell .... Blanca Pacheco Huergo de Baggio
- Raquel Casal .... Ibotí
- Marcelo Cosentino .... Elías Baggio
- Osvaldo Tesser .... Alain
- Alfredo Zemma .... Benjamín Wanstein
- Facundo Arana .... Leonardo Bastides
- Gustavo Guillén....Matías
- Mara Linares
- Rita Terranova .... María
- Humberto Serrano....Horacio
- Carlos Rivkin .... León Wanstein
- Marcela Ruiz .... Bruna
- Sandra Villaruel
- Natalio Hoxman.... Carlos Pacheco Huergo
- Romina Yan
- Walter Soubrie.... Doutor Carisomo

## Versões
- Em 1998, a TV Azteca do México lançou sua versão da trama chama Perla e protagonizada por Silvia Navarro e Leonardo García.

- No Brasil foi feita a novela Pérola Negra em 1998, estrelando Patricia de Sabrit e Dalton Vigh.

- Em 2012, a Telemundo produziu a telenovela Rosa diamante, protagonizada por Carla Hernández e Mauricio Ochmann.